# 1,3-Diclorobenzeno
1,3-Diclorobenzeno, ou meta-diclorobenzeno, é um composto orgânico com a fórmula C6H4Cl2.
É produzido em pequenas quantidades como um subproduto quando da produção de clorobenzeno, juntamente com maior quantidade dos isômeros 1,2- e 1,4-diclorobenzeno.